# Чемпионат Черногории по футболу 2020/2021
Первая лига Черногории 2020/2021 годов — 15-й розыгрыш высшей футбольной лиги Черногории. Сезон стартовал 14 августа 2020 года и закончился 25 мая 2021 года.
По итогам сезона футбольный клуб Будучност защитил чемпионский титул.

## Клубы-участники
| Клуб      | Город            | Стадион                  | Вместительность | Тренер            |
| --------- | ---------------- | ------------------------ | --------------- | ----------------- |
| Будучност | Подгорица        | Под Горицом              | 15230           | Младен Милинкович |
| Дечич     | Тузи             | Тушско Поле              | 2000            | Эдис Мулалич      |
| Искра     | Даниловград      | им. братьев Вилашевич    | 2500            | Срдан Никич       |
| Езеро     | Плав             | Под Рацином              | 2500            | Милия Славович    |
| Петровац  | Петровац-на-Мору | Под Малим брдом          | 1630            | Ненад Вукчевич    |
| Подгорица | Подгорица        | DG арена                 | 4300            | Милорад Пекович   |
| Рудар     | Плевля           | Под Голубиньём           | 5140            | Вуко Богавац      |
| Сутьеска  | Никшич           | Край Быстрице            | 5214            | Мильян Радович    |
| Титоград  | Подгорица        | Тренировочный лагерь ФСЧ | 1250            | Владимир Янкович  |
| Зета      | Голубовцы        | Трешница                 | 4000            | Ратко Достанич    |

## Турнирная таблица
| М  | Команда      | И  | В  | Н  | П  | Мячи    | ±   | О  | Примечания |
| -- | ------------ | -- | -- | -- | -- | ------- | --- | -- | --- |
| 1  | Будучност    | 36 | 27 | 4  | 5  | 65 − 29 | +36 | 85 | Первый квалификационный раунд Лиги чемпионов УЕФА 2021/2022                                                               |
| 2  | Сутьеска     | 36 | 15 | 12 | 9  | 56 − 34 | +22 | 57 | Первый квалификационный раунд Лиги конференций УЕФА 2021/2022                                                             |
| 3  | Дечич        | 36 | 13 | 15 | 8  | 39 − 28 | +11 | 54 | Первый квалификационный раунд Лиги конференций УЕФА 2021/2022                                                             |
| 4  | Подгорица    | 36 | 15 | 7  | 14 | 39 − 38 | +1  | 52 | Первый квалификационный раунд Лиги конференций УЕФА 2021/2022                                                             |
| 5  | Езеро        | 36 | 12 | 9  | 15 | 28 − 34 | −6  | 45 | |
| 6  | Зета         | 36 | 13 | 7  | 16 | 34 − 41 | −7  | 45 | У команды были вычтены 2 очка за то, что игроки покинули поле в матче 9-го тура.Позже наказание было уменьшено до 1 очка. |
| 7  | Рудар        | 36 | 13 | 6  | 17 | 38 − 50 | −12 | 45 | |
| 8  | Искра        | 36 | 9  | 17 | 10 | 28 − 29 | −1  | 44 | Стыковые матчи |
| 9  | ОФК Петровац | 36 | 7  | 11 | 18 | 29 − 45 | −16 | 32 | Стыковые матчи |
| 10 | Титоград     | 36 | 7  | 10 | 19 | 23 − 51 | −28 | 31 | Вылет во Вторую лигу 2021/22                                                                                              |

И — игры, В — выигрыши, Н — ничьи, П — проигрыши, Мячи — забитые и пропущенные голы, ± — разница голов, О — очки

## Стыковые матчи
| ОФК Петровац         | 2:1     | Арсенал                 |
| -------------------- | ------- | ----------------------- |
| - Медигович 30′, 88′ | (отчёт) | - Манойлович 44′ (пен.) |

| Арсенал                                                                                | 2:1     | ОФК Петровац                                                                |
| -------------------------------------------------------------------------------------- | ------- | --------------------------------------------------------------------------- |
| - Монтенегро 25′ - Манойлович 58′ (пен.)                                               | (отчёт) | - Башич 79′                                                                 |
| Пенальти                                                                               |         |                                                                             |
| - Монтенегро - Рё Тачибана - Радинович - Манойлович - Тодорович - Мусич - Хаджибегович | 5:6     | - Башич - Диванович - Рёя Тачибана - Вукчевич - Микийель - Драганич - Зврко |

ОФК Петровац выиграл в серии пенальти и остался в Первой лиге

| Искра                   | 2:1     | Игало 1929 |
| ----------------------- | ------- | ---------- |
| - Милич 46′ - Рачич 58′ | (отчёт) | - Ли 90+3′ |

| Игало 1929 | 0:1     | Искра                |
| ---------- | ------- | -------------------- |
|            | (отчёт) | - Вукович 25′ (пен.) |

По сумме двух матчей ФК Искра выиграл 3:1 и остался в Первой лиге

## Статистика
| Место | Бомбардир      | Клуб      | Голов |
| ----- | -------------- | --------- | ----- |
| 1     | Божо Маркович  | Сутьеска  | 16    |
| 2     | Драшко Божович | Будучност | 15    |
| 3     | Милутин Осмаич | Сутьеска  | 13    |